# برودستون
latitudeبرودستونlongitudeبرودستون
برودستون (به انگلیسی: Broadstone) یک شهرک در بریتانیا است که در جنوب غربی انگلستان واقع شده‌است.

## خصوصیات
برودستون  ۱۰٬۳۰۳ نفر جمعیت دارد.